# The Juice
The Juice é um futuro filme de suspense dramático e criminal centrado em teorias da conspiração que sugerem a inocência de O. J. Simpson nos assassinatos de Nicole Brown Simpson e Ron Goldman.
O filme apresenta novas evidências e uma narrativa que desafia a visão predominante sobre o caso.

## Elenco
- Boris Kodjoe como O. J. Simpson
- Charlotte Kirk como Nicole Brown Simpson
- Oliver Walker como Ron Goldman
- Danny Mahoney como Brett
- Alexander Man como Mark Fuhrman

## Produção
Em 28 de junho de 2013, foi anunciado que o cineasta britânico Joshua Newton escreveria e dirigiria um filme sobre o caso de assassinato de O. J. Simpson, inicialmente intitulado An American Mystery ("Um Mistério Americano"). Newton realizou uma extensa pesquisa sobre o caso, afirmando ter descoberto novas evidências surpreendentes que apresentariam vários outros suspeitos com motivos e oportunidade para cometer os assassinatos de Nicole Brown Simpson e Ron Goldman. Essas evidências se baseiam em documentos judiciais reais, entrevistas com testemunhas e depoimentos no tribunal.
Newton declarou que o projeto "tem a capacidade de desafiar atitudes profundamente arraigadas em um tópico que inspira reações viscerais há quase uma geração".
Diversas figuras do esporte e da política apoiaram o projeto, como o ex-jogador da NBA Bo Kimble, o ex-jogador da NFL Rosey Grier, o ex-senador do Texas Rodney Ellis, e a ex-representante dos EUA pelo 33º distrito da Califórnia Diane Watson, uma das produtoras associadas do filme e uma força inspiradora por trás do projeto. Watson, amiga próxima de Johnnie Cochran, criticou as representações negativas de Cochran na mídia e defendeu a integridade do julgamento original.

## Filmagens
As filmagens principais envolvendo cenas com O. J. Simpson e Nicole começaram em fevereiro de 2018, realizadas na Bulgária, onde recriaram os cenários de Los Angeles dos assassinatos e do julgamento. Segundo o produtor Steve Small, "Foi a primeira vez que se viu a casa de O. J. Simpson por dentro e por fora", explicando que os locais originais já não existem mais.
O filme foi inicialmente planejado para ser concluído e lançado no verão de 2014, sob o título An American Mystery, com um orçamento proposto de 65 milhões de dólares. O próprio Simpson expressou interesse em se envolver no projeto, mas foi recusado por Joshua Newton.
Em 2019, foi anunciado que o filme seria lançado em março daquele ano, sob o novo título Nicole and O.J., mas até 2020, o filme ainda não havia sido concluído. Foi necessário um adicional de 42 dias para filmar cenas envolvendo Douglas McCann, um advogado que representou Simpson em uma ação civil contra a GTE, alegando que a empresa havia retido registros telefônicos que poderiam exonerar Simpson.

## Desenvolvimento Recentes
Em 2024, após a morte de O. J. Simpson, foi divulgado que o ator Owen Wilson havia sido oferecido 12 milhões de dólares para o papel de Douglas McCann, mas recusou devido às especulações do filme sobre a inocência de Simpson.
O filme foi então renomeado para The Juice e um teaser trailer foi lançado, mostrando uma sequência hipotética com Simpson em uma cadeira elétrica, juntamente com a data de lançamento marcada para 2025.